# Brazílie na Letních olympijských hrách 1920
Brazílie se účastnila Letní olympiády 1920 v belgických Antverpách. Zastupovalo ji 16 mužů v 5 sportech.

## Medailisté
| Medaile | Jméno                                                                              | Sport             | Soutěž                              |
| ------- | ---------------------------------------------------------------------------------- | ----------------- | ----------------------------------- |
| Zlato   | Guilherme Paraense                                                                 | Sportovní střelba | 25 metrů rychlopalná pistole        |
| Stříbro | Afrânio da Costa                                                                   | Sportovní střelba | 50 metrů libovolná pistole          |
| Bronz   | Afrânio da Costa Sebastião Wolf Dario Barbosa Fernando Soledade Guilherme Paraense | Sportovní střelba | Družstvo mužů 50 m vojenská pistole |